# Décès en 854
Décès
- 850
- 851
- 852
- 853
- 854
- 855
- 856
- 857
- 858

Cette page dresse une liste de personnalités mortes au cours de l'année 854 :
- 18 avril : Ébroïn, évêque de Poitiers et archichapelain du roi Charles le Chauve.

- Horik, roi des Danois.
- Khalifah ibn Khayyat (en), historien arabe.
- Radelgaire Ier de Bénévent, prince lombard de Bénévent.
- Wigmund, archevêque d'York.

## Crédit d'auteurs
- Cet article est partiellement ou en totalité issu de l'article intitulé « 854 » (voir la liste des auteurs).